# Università di Durham
L'università di Durham (in inglese University of Durham) è uno dei più antichi e prestigiosi istituti di istruzione universitaria del Regno Unito e a livello mondiale.
Fondata nel 1832, si trova a Durham, capoluogo dell'omonima contea inglese.
Dispone altresì di un campus universitario a Stockton-on-Tees.

## Struttura
L'ateneo è basato su una struttura collegiale e consta delle seguenti facoltà:
- Arti e discipline umanistiche
- Scienze
- Scienze sociali e salute
- Scuola di business

## Sport
I club sportivi universitari sono organizzati dal Team Durham.

## Cancellieri
- Thomas Allen